# Ігор Враблич
Ігор Враблич (англ. Igor Vrablic, нар 19 липня 1965, Братислава) — канадський футболіст словацького походження, який виступав на позиції нападника.

## Кар'єра

### Клубна
Виступав за американський клуб ««Сан-Хосе Ерсквейкс» в індор-футболі і звичайному футболі, бельгійський «Серен» і грецький «Олімпіакос». В основному складі жодного з клубів не закріпився, а у віці 21 року і зовсім змушений був завершити кар'єру після того, як був звинувачений в організації договірних матчів.

### У збірній
Зіграв за основну збірну Канади 35 матчів і забив 12 голів. Брав участь в Олімпійських іграх 1984 року. Всього провів за олімпійську збірну 13 матчів і забив два голи. З олімпійської збірної досяг стадії чвертьфіналу олімпійського турніру в Лос-Анджелесі, з основною збірною зіграв на чемпіонаті світу 1986 року в Мексиці; причому саме гол Враблича дозволив канадцям кваліфікуватися у фінальну частину чемпіонату світу.

## Титули і досягнення
- Переможець Чемпіонату націй КОНКАКАФ: 1985